# الیساوت پروتوپاپاس
الیساوت پروتوپاپاس (انگلیسی: Elisavet Protopapas؛ زادهٔ ۲۳ ژوئیهٔ ۱۹۹۹) بازیکن واترپلو اهل یونان است.